# Batalha de Bodo
A Batalha de Bodo ocorreu em Bodo, um vilarejo camaronês localizado a 27 km de Fotokol, em 29 e 30 de janeiro de 2015 durante a insurgência do grupo jihadista Boko Haram. A batalha opôs as forças de Boko Haram e o exército chadiano.

## Prelúdio
Em 14 de janeiro de 2015, em Ndjamena, após uma reunião entre o Ministro da Defesa dos Camarões e o Presidente do Chade Idriss Déby, o governo chadiano anunciou apoio ativo aos Camarões no conflito contra os jihadistas do Boko Haram. Em 17 de janeiro, as tropas chadianas adentraram em território camaronês e em 28 de janeiro parte de suas forças foram posicionadas em Fotokol, uma cidade fronteiriça separada por uma ponte de 500 metros da cidade nigeriana de Gamboru Ngala.

## Desenrolar
Em 29 de janeiro de 2015, as forças do Boko Haram tentaram uma nova incursão em Camarões e lançaram uma investida à cidade de Bodo, perto de Fotokol. Os insurgentes enfrentaram as tropas do exército chadiano pela primeira vez. O combates começaram por volta das 16h, mas os jihadistas são repelidos e se retiram. No entanto, lançariam um segundo ataque no dia seguinte engajando-se em combates com o lançamento de roquetes. Trocas de tiros se seguiram e duraram várias horas, mas os chadianos novamente repeliram os agressores que regressaram para Gamboru Ngala.

## Baixas
De acordo com o Estado-Maior do Chade, as baixas durante os combates para os jihadistas foram de 123 mortos, contra três mortos e doze feridos para o exército chadiano. O Estado-Maior especificou que os três soldados mortos foram vítimas de artefatos explosivos caseiros. O hospital militar de N'Djamena indicou, no entanto, que um dos soldados feridos morreu no dia 31 de janeiro. Dois civis também foram mortos nos dias 28 e 29 em Fotokol, por roquetes disparados a partir da Nigéria.